# Heinrich Hermann Werdmüller
Heinrich Hermann Werdmüller, Rufname Hermann Werdmüller (geboren 28. August 1843 in Zürich; gestorben nach 1880) war ein Schweizer Holzschneider.

## Leben
Hermann Werdmüller war ein Schüler des in der Schweiz tätigen Jacob Büchi, wurde in seinem Stil aber auch durch den in Dresden tätigen Hugo Bürkner beeinflusst, in dessen Atelier er um 1870 tätig wurde. Ab 1870 arbeitete er in London, wo er noch 1880 nachweisbar ist.
Seine Künstlersignatur lautete H. W. sc., aber auch schlicht Werdmüller sc.

## Bekannte Werke (Auswahl)
Holzstiche Werdmüllers finden sich in folgenden Publikationen:
- Joseph A. Crowe, G. B. Cavalcaselle: Geschichte der italienischen Malerei, mit 11 Tafeln, in Holz geschnitten von H. Werdmüller, ins deutsche übersetzt von Max Jordan, Leipzig: Hirzel, 1869; Digitalisat über das Münchener Digitalisierungszentrum (MDZ)
- Julius Sturm: Das Buch für meine Kinder. Märchen und Lieder. Mit Holzschnitten nach Original-Zeichnungen deutscher Künstler, Leipzig: Dürr, 1877; Digitalisat über das MDZ